# Physidae
Physidae es una familia de caracoles de agua. Son fáciles de mantener, se alimenta de la misma comida que los Planorbis: comida para peces de fondo, lechuga, calabacín, zanahoria, etc. 
Toleran temperaturas de 13 a 30 °C. Son hermafroditas, pero son necesarios dos individuos para reproducirse. La bolsa de huevos es transparente y difícil de ver a simple vista, se pueden ver a través de la luz, según vayan creciendo los faroles dentro de la bolsa se podrán ir viendo cada vez mejor. Los Physidae se encuentran también en la naturaleza, como ríos, balsas y más. No suelen crecer mucho, no suelen pasar del centímetro.

## Géneros de la familia Physidae

### Subfamilia Physinae
Haitiini
- Haitia Clench & Aguayo, 1932 - género tipo de la tribu Haitiini

Physini
- Beringophysa Starobogatov & Budnikova, 1976
- Laurentiphysa Taylor, 2003
- Physa Draparnaud, 1801 -  género tipo de la familia Physidae

Physellini
- Archiphysa Taylor, 2003
- Chiapaphysa Taylor, 2003
- Petrophysa Pilsbry, 1926[cita requerida] -
- Physella Haldemann, 1843 - género tipo de la tribu Physellini
- Ultraphysella Taylor, 2003
- Utahphysa Taylor, 2003

### Subfamilia Aplexinae
Aplexini
- Amuraplexa Starobotatov, Prozorova & Zatravkin, 1989
- Aplexa Fleming, 1820 - género tipo de la subfamilia Aplexinae
- Paraplexa Starobogatov, 1989
- Sibirenauta Starobogatov & Streletzkaja, 1967

Amecanautini
- Amecanauta D. W. Taylor, 2003 - género tipo de la tribu Amecanautini
- Mayabina Taylor, 2003
  - Mayabina pliculosa
- Mexinauta Taylor, 2003
- Tropinauta Taylor, 2003

Austrinautini
- Austrinauta D. W. Taylor, 2003 - género tipo de la tribu Austrinautini
- Caribnauta Taylor, 2003

Stenophysini
- Afrophysa Starobogatov, 1967[cita requerida]
- Stenophysa von Martens, 1898 - género tipo de la tribu Stenophysini

## Otras lecturas
- Wethington A. R. & Lydeard C. (2007). "A molecular phylogeny of Physidae (Gastropoda: Basommatophora) based on mitochondrial DNA sequences". Journal of Molluscan Studies 73(3): 241-257. doi 10.1093/mollus/eym021.